# El Fomento Literario
El Fomento Literario fue una revista editada en la ciudad española de Madrid entre 1863 y 1864, durante el reinado de Isabel II.

## Historia
Editada en Madrid bajo el subtítulo «revista semanal científico-literaria», publicaría su primer número el 11 de noviembre de 1863 y el 27 de marzo de 1864 terminaría su primera época. Reapareció entre el 4 de diciembre y el 18 de diciembre de 1864.
Dirigida por Eduardo Ortiz y Casado, entre sus redactores se contaron Enrique Aguilera, José Álvarez Sierra, Joaquín de Arce Bodega, Manuel Calvo Asensio, Gerardo Couder, Demetrio Duque y Merino, Manuel Fernández Vázquez, Juan Catalina García, Ramón García Sánchez, Ricardo Sixto de Leaniz, Ramón Muñoz Obesso, Pedro Muñoz y Peña, Vicente Núñez de Velasco, Luis M. de Pazos, Joaquín Rodríguez Gallimar, Sixto Rodríguez San Millán, Francisco Sánchez de Castro, Lesmes Sánchez de Castro y Pedro Pablo Valdivia.